# TRT 1
TRT 1 (Полное название – Турецкий Радио и Телевизионный Первый канал, тур. Türkiye Radyo ve Televizyonu 1. kanalı) – первый государственный телеканал, с наибольшим охватом аудитории в Турции. Начал вещание 31 января 1968 года.

## История
1 мая 1964 года создано автономное государственное предприятие "Турецкая Радио и Телевизионная Корпорация" (TRT), согласно части 121 Конституции Турции 1961 года, статьи №359 от 24 декабря 1963. В день учреждения все активы, пассивы, права и лицензии на радио- и телевещание были закреплены за TRT. В результате проведённых мероприятий и работ в течение нескольких лет, 31 января 1968 года в тестовом режиме телеканал TRT приступил к вещанию из столицы страны (город Анкара). Позже, в 1970 году была открыта студия вещания в городе Измир, затем, в 1971 году в Стамбуле.
До открытия первого родственного канала TV2 (позже переименованное в TRT2 и TRT Haber), упоминался как TRT, и во всех передачах и выпусках новостей использовалось то же название. 6 октября 1986 года параллельно с запуском телеканала TV2, TRT получило название TV1.
С развитием технологий вещания с 1982 года частично, а с 1984 года полностью, телеканал стал вещать в цветном формате. С 1982 года ведёт вещание Евровидения. В 1993 году название TV1 было заменено на TRT 1. Дважды менялся логотип в 2001 и 2009 годах, последнее изменение логотипа было в 2012 году, вместе с переходом на широкоэкранное вещание (16:9), так же был запущен телеканал TRT 1 HD.
TRT1, после запуска тематических родственных телеканалов в тот период, начал показ различных фильмов, телесериалов, развлекательных и спортивных передач и стал одним из самых популярных телеканалов Турции. Является официальным каналом вещания Турецкой Супер Лиги по футболу (тур. Spor Toto Super Lig). Выпускает насыщенные обзорные передачи по футболу, владеет правами полностью бесплатного (не кодированного) вещания на все матчи второй лиги (тур. PTT 1. Lig), имеет собственный спортивный телеканал TRT Spor.
С момента создания линии спонсорской поддержки является спонсором Государственного Бюллетеня Турецкой Республики. 

## Политика вещания
Основанная в 1964 году согласно указу в статье № 359 Конституции Турецкой Республики и в наши дни получающая более $3,5 млн из госбюджета корпорация TRT, с момента основания и до нынешнего момента ведёт политические споры, а также с «TRT Цензурой» перенеслась в литературу для контроля печати. Является причиной многих бойкотов и протестов писателей. Несмотря на историю более чем в 45 лет, в годы правления различных политических сил, TRT так и не получила никакой стабильности и своего взгляда в сфере вещания, что является самым важным недостатком телеканала. Имеющая долю в счетах за электричество равной в 2%, TRT подозревается в том, что ведёт не независимую трансляцию и критикуется различными группами населения. В связи с этим,  в последнее время все чаще со стороны оппозиции выводятся в хронику дня информация о повышении доли TRT в электричестве, а какая-то часть оппозиции вовсе требует закрытия корпорации TRT. Например, в 2002 году Союз Торговых Палат и Биржи Турции направил запрос в Парламент на увеличение доли в электричестве TRT, затем вновь в 2012 депутат от РНП Осман Каплан, а в 2013 депутат от РНП Рахим Ашкын Турели и Али Сарыбаш, внесли предложение о новом законе на увеличение доли TRT, и тогда министр энергетики того периода сообщил о рассмотрении этого закона в будущем. После показа на транслируемом TRT же митингах на площади Таксим (г. Стамбул), показали серию сериала «Лейли и Меджнун» (в 2012 году), где вымышленный персонаж Эрдал Баккал говорил о том, что никогда в жизни не смотрел TRT, и поэтому он требует все деньги, которые получала TRT с его счетов за электричество за все время, что он платил за электричество. Таким образом, TRT указал на все преграды, выставляемые государственной бюрократией, критикуемые как политиками, так и сторонниками независимого вещания.

## Ведущие новостей
- Zafer Cilasun, Jülide Gülizar и İdil Öztamer (1968-1976)
- Alev Sezer, Jülide Gülizar, İdil Öztamer и Mesut Mertcan (1976-1980)
- Mesut Mertcan, Jülide Gülizar и İdil Öztamer (1980-1982)
- Mesut Mertcan и İdil Öztamer (1982-1985)
- Gülgün Feyman, Mesut Mertcan и İdil Öztamer (1986)
- Gülgün Feyman, Mesut Mertcan, İdil Öztamer и Orhan Ertanhan (1986-1989)
- Gülgün Feyman и Orhan Ertanhan (1989-1990)
- Orhan Ertanhan (1990-1993)
- Reha Muhtar (1993)
- Nermin Tuğuşlu (1993-1994)
- Reha Muhtar (1994-1995)
- Mehmet Alkaş (1995-2006)
- Fulin Arıkan (2006-2009)
- Anda Ayva Özmen (2010-2011)
- Seval Çöpür (2011-по н.в)